# Новиков, Юрий Иванович
Юрий Иванович Новиков (1921—1982) — советский учёный и педагог, акушер-гинеколог, доктор медицинских наук, профессор, член-корреспондент АМН СССР (1978). Директор НИИ акушерства и гинекологии АМН СССР (1974—1982).

## Биография
Родился 1 декабря 1921 года в Ленинграде.
С 1938 по 1943 год обучался во Втором Ленинградском медицинском институте. С 1943 по 1945 год был участником Великой Отечественной войны в качестве врача-хирурга.
С 1947 по 1971 год на педагогической работе в Ленинградском санитарно-гигиеническом медицинском институте в должностях: преподаватель, доцент, профессор и заведующий кафедрой акушерства и гинекологии.
С 1971 по 1982 год на педагогической работе в Первом Ленинградском медицинском институте имени академика И. П. Павлова в должности — заведующий кафедрой акушерства и гинекологии и одновременно с 1974 по 1982 год — директор НИИ акушерства и гинекологии АМН СССР.

### Научно-педагогическая деятельность
Основная научно-педагогическая деятельность Ю. И. Новикова была связана с вопросами в области акушерства и гинекологии, перинатологии, патогенеза, диагностики и терапии поздних токсикозов при беременности. Ю. И. Новиков являлся — председателем Проблемной комиссии АМН СССР по изучению влияния факторов окружающей среды на репродуктивную функцию женщин, заместителем председателя Правления Всесоюзного и председателем Правления Ленинградского научных обществ акушеров и гинекологов. Так же он являлся консультантом Всемирной организации здравоохранения (англ. World Health Organization, WHO) по изучению влияния факторов окружающей среды на репродуктивную функцию женщин.
В 1970 году защитил докторскую диссертацию по теме: «Характеристика биоэлектрической активности коры головного мозга и тонуса периферических сосудов у женщин при нормальной беременности и поздних токсикозах», в 1972 году ему присвоено учёное звание профессор, в 1978 году он был избран член-корреспондентом АМН СССР. Под руководством Ю. И. Новикова было написано около девяносто научных работ, в том числе четырёх монографий. Он являлся членом редакционной коллегии медицинских журналов «Вопросы охраны материнства и детства» и «Акушерство и гинекология», а так же редактором редакционного отдела «Акушерство и гинекология» Большой медицинской энциклопедии.
Скончался 13 июля 1982 года в Ленинграде, похоронен на Большеохтинском кладбище.

## Награды
- Орден Красной Звезды